# آرامگاه سید فضل‌الله
مقبره سید فضل‌الله مربوط به سدهٔ ۸ و ۹ ه.ق است و در شهرستان نور، بخش چمستان، روستای سید کلا واقع شده و این اثر در تاریخ ۷ مرداد ۱۳۸۲ با شمارهٔ ثبت ۹۳۶۲ به‌عنوان یکی از آثار ملی ایران به ثبت رسیده است.